# Тогускол
Тогускол — река в Республике Алтай России. Устье реки находится в 33 км по правому берегу реки Малая Сумульта. Длина реки составляет 18 км. Высота устья — 1229 м над уровнем моря.

## Данные водного реестра
По данным государственного водного реестра России относится к Верхнеобскому бассейновому округу, водохозяйственный участок реки — Катунь, речной подбассейн реки — Бия и Катунь. Речной бассейн реки — (Верхняя) Обь до впадения Иртыша.